# Katherine Helmond
Katherine Helmond est une actrice et réalisatrice américaine, née le 5 juillet 1929 à Galveston (Texas) et morte le 23 février 2019 à Los Angeles en Californie.
Elle est notamment connue pour son rôle de Mona Robinson dans la série télévisée Madame est servie, et de Ida Lowry dans le film Brazil.

## Biographie
Elle est née le 5 juillet 1929 à Galveston, dans le Texas, seul enfant de Thelma et Joseph P. Helmond. Elle est élevée par sa mère et sa grand-mère. Elle mène en grande partie sa scolarité dans des établissements catholiques.
Pendant un semestre, elle fréquente l'Université Bob Jones à Greenville, en Caroline du Sud. Après ses débuts sur scène dans Comme il vous plaira, Helmond commence à travailler à New York en 1955. Elle dirige ensuite un théâtre d'été dans les montagnes Catskill pendant trois saisons et enseigne le théâtre dans le cadre de programmes de théâtre universitaires. Elle fait ses débuts à la télévision en 1962, mais ne s'est pas fait connaître avant les années 1970. Elle joue également sur scène, obtenant une nomination aux Tony Awards pour sa performance à Broadway en 1973 dans The Great God Brown d'Eugene O'Neill. Ses autres apparitions dans des productions de Broadway comprennent des rôles dans Les Amants terribles, ou dans Don Juan.
Mais elle acquiert une plus grande notoriété par ses rôles dans des séries télévisées. Elle joue ainsi un des personnages principaux de la série Soap, de 1977 à 1981. Son rôle de Mona Robinson dans Madame est servie de 1984 à 1992 lui vaut le Golden Globe de la meilleure actrice dans un second rôle, en 1989.
Elle est également actrice au cinéma, notamment pour Terry Gilliam, dans Bandits, bandits en 1981, Brazil en 1985 et Las Vegas Parano en 1998.
Elle meurt le 23 février 2019 de la maladie d'Alzheimer chez elle à Los Angeles en Californie.

## Filmographie

### Comme actrice

#### Pour le cinéma
- 1955 : Wine of Morning de Katherine Stenholm
- 1971 : Believe in Me de Stuart Hagmann : Saleslady
- 1971 : L'Hôpital (The Hospital) d'Arthur Hiller : Mrs. Marilyn Mead
- 1975 : L'Odyssée du Hindenburg (The Hindenburg) de Robert Wise : Mrs. Mildred Breslau
- 1976 : Complot de famille (Family Plot) d'Alfred Hitchcock : Mrs. Maloney
- 1976 : Baby Blue Marine (en) de John D. Hancock : Mrs. Hudkins
- 1981 : Bandits, bandits (Time Bandits) de Terry Gilliam : la femme de l'ogre
- 1985 : Shadey de Philip Saville : Lady Constance Landau
- 1985 : Brazil de Terry Gilliam : Mrs. Ida Lowry
- 1987 : Un couple à la mer (Overboard) de Garry Marshall : Edith Mintz
- 1988 : Les Fantômes d'Halloween (Lady in White) de Frank LaLoggia : Amanda
- 1992 : Inside Monkey Zetterland de Jefery Levy : Honor Zetterland
- 1993 : Amore! de Lorenzo Doumani : Mildred Schwartz
- 1995 : The Flight of the Dove de Steve Railsback : Dr Pamela Schilling
- 1998 : Las Vegas Parano (Fear and Loathing in Las Vegas) de Terry Gilliam : Desk Clerk at Mint Hotel
- 2002 : Black Hole de Jorgo Ognenovski : Martha Truesdale
- 2003 : Beethoven et le trésor perdu ou Beethoven 5 (Beethoven's 5th) de Mark Griffiths (vidéo) : Crazy Cora Wilkens
- 2004 : The Strand de Daniel Myrick (vidéo) : Isabelle
- 2006 : Cars (Cars) de John Lasseter et Joe Ranft : Lizzie (voix)
- 2011 : Cars 2 (Cars 2) de John Lasseter et Bradford Lewis : Lizzie (voix)
- 2017 : Cars 3 (Cars 3) de Brian Fee : Lizzie (voix)
- 2020 : Frank & Ava de Michael Oblowitz : Betty Burns

#### Pour la télévision
- 1962 : Car 54, Where Are You ? (saison 2, épisode 15 Je t'adore Muldoon) : Betty Lou Creco
- 1972 : Gunsmoke (saison 18, épisode 4 The Judgment) : Ena Spratt
- 1972 : Sur la piste du crime (The F.B.I.) (saison 8, épisode 13 The Jug-Marker) : Terry
- 1973 : Adam's Rib (saison 1, épisode 10 Murder) : Martha Layne
- 1973 : The Bob Newhart Show (saison 2, épisode 10 I'm Okay, You're Okay, So What's Wrong?) : Dr. Webster
- 1973 : The ABC Afternoon Playbreak (saison 1, épisode 3 The Other Woman) : Liz Cunningham
- 1974 : The Autobiography of Miss Jane Pittman de John Korty (téléfilm) : une dame à la maison
- 1974 : The Snoop Sisters (saison 1, épisode 4 A Black Day for Bluebeard) : Cissy Prine
- 1974 : Dr. Max (téléfilm) : Libby Oppel
- 1974 : Larry (téléfilm) : Maureen Whitten
- 1974 : L'Invasion des sauterelles (Locusts) (téléfilm) : Claire Fletcher
- 1975 : La Légende de Lizzie Borden (The Legend of Lizzie Borden) de Paul Wendkos (téléfilm) : Emma Borden
- 1975 : The Family Nobody Wanted (téléfilm) : Mrs. Bittner
- 1975 : Cage Without a Key (téléfilm) : Mrs. Little
- 1975 : The First 36 Hours of Dr. Durant (téléfilm) : Nurse Katherine Gunther
- 1975 : L'Homme qui valait 3 milliards (The Six Million Dollar Man) (série télévisée) (saison 3, épisode 11 Alcool à brûler) : Middy
- 1976 : James Dean de Robert Butler (téléfilm) : Claire Folger
- 1976 : Wanted: The Sundance Woman (téléfilm) : Mattie Riley
- 1977 : Le Trottoir des grandes (Little Ladies of the Night) (téléfilm) : Miss Colby
- 1977 : Super Jaimie (The Bionic Woman) (saison 2, épisodes 15 et 16) : Dr. Harkens
- 1978 : Getting Married (téléfilm) : Vera Lesser
- 1978 : Pearl (en) (mini-série) : Mrs. Sally Colton
- 1979 : Diary of a Teenage Hitchhiker (téléfilm) : Elaine Thurston
- 1980 : Scout's Honor (téléfilm) : Pearl Bartlett
- 1977-1981 : Soap : Jessica Tate
- 1982 : La Troisième Guerre mondiale (World War III) de David Greene (mini-série) : Dorothy Longworth
- 1982 : For Lovers Only (téléfilm) : Bea Winchell
- 1982 : Rosie: The Rosemary Clooney Story (téléfilm) : Frances Clooney
- 1986 : Christmas Snow (téléfilm) : Widow Mutterance
- 1988 : Save the Dog!
- 1990 : When Will I Be Loved? (téléfilm) : Barbara Patterson
- 1991 : The Perfect Tribute (téléfilm) : une fermière
- 1991 : L'Enfant du mensonge (Deception: A Mother's Secret) (téléfilm) : Geena Milner
- 1984-1992 : Madame est servie (Who's the Boss?) : Mona Robinson
- 1992 : Le Triangle noir (Grass Roots) (téléfilm) : Emma Carr
- 1993 : The Elvira Show (série télévisée) : Tante Minerva
- 1995 : L'Histoire d'Elizabeth Taylor (Liz: The Elizabeth Taylor Story) (téléfilm) : Hedda Hopper
- 1997 : Le Noël de Ms. Scrooge (Ms. Scrooge) (téléfilm) : Maude Marley
- 2000 : How to Marry a Billionaire: A Christmas Tale : Shatzie
- 2001 : Une baby-sitter trop parfaite (The Perfect Nanny) de Robert Malenfant (téléfilm) : Mrs. McBride
- 2001 : Le Doute en plein cœur (Living in Fear) (téléfilm) : Mrs. Ford
- 2002 : Le Fils du Père Noël (Mr. St. Nick) (téléfilm) : Reine Carlotta
- 1996-2004 : Tout le monde aime Raymond (Everybody Loves Raymond) (14 épisodes) : Lois
- 2007 : Un grand-père pour Noël (A grandpa for Christmas) de Harvey Frost (téléfilm) : Roxie Famosa
- 2010 : The Glades (série télévisée) (saison 1, épisode 3 En pleine tempête) : Evelyn
- 2011 : True Blood (saison 4, épisode 4 I'm Alive and on Fire) : Caroline Bellefleur
- 2011 : La Loi selon Harry (Harry's Law) (saison 2, épisode 6 The Rematch) : Gloria Gold
- 2012 : Cars Toon : Martin se la raconte (Cars Toons: Mater's Tall Tales) (1 épisode) : Lizzie (voix)

### Comme réalisatrice
- 1984 : Madame est servie (Who's the Boss?) (série télévisée)

## Récompenses
- Golden Globe Award : Meilleure actrice dans une série télévisée musicale ou comique en 1981 pour Soap.
- Golden Globe Award : Meilleure actrice dans un second rôle dans une série, une minisérie ou un téléfilm en 1989 pour Madame est servie.